# Falconer (zespół muzyczny)
Falconer – szwedzka grupa muzyczna tworząca power metal z elementami folku. Została założona w 1999 roku przez byłego gitarzystę grupy Mithotyn, Stefana Weinerhalla.

## Historia

### Początek
Po rozpadzie Mythotynu w 1999 roku Stefan Weinerhall postanowił stworzyć nową grupę o podobnym brzmieniu i tematyce, ale z czystym wokalem. Po pewnym czasie nagrane zostało demo z udziałem Mathiasa Blada jako wokalisty.
Demo zostało rozesłane do różnych wytwórni w Europie i po niedługim czasie zespół miał już kilka potencjalnych kontraktów. Następnie rozpoczęto poszukiwania perkusisty, ponieważ demo zostało nagrane z pomocą automatu perkusyjnego, którym nie mogli posłużyć się przy nagrywaniu pełnego albumu. Perkusistą zespołu został znajomy Stefana z Mythotyn – Karsten Larsson.
Ostatnim krokiem na drodze do kariery było podpisanie kontraktu płytowego. Wybór padł na Metal Blade Records.

### Falconer
W listopadzie 2000 roku grupa weszła do Los Angered Studio z Andym LaRocque i Jacobem Hansenem w roli producentów. Nagrania trwały trzy tygodnie, a ich wynikiem był pierwszy album zespołu zatytułowany po prostu "Falconer", który został wydany w marcu 2001 roku w Europie, a następnie w maju w Ameryce.
Reakcja mediów na płytę była lepsza niż się spodziewano, zebrała ona wysokie oceny w większości recenzji.
Wraz z sukcesem płyty zaczęły pojawiać się prośby fanów o to, by Falconer zagrał na żywo. Zespół jednak nie miał przygotowanego zaplecza, postanowił natomiast ruszyć w trasę po nagraniu drugiego albumu.

### Chapters From a Vale Forlorn
Rok po nagraniu pierwszego albumu zespół wrócił do studia Los Angered by w ciągu 24 dni zarejestrować materiał na drugi studyjny album.
Tym razem, dzięki kontraktowi z Soundholic, krążek ukazał się również w Japonii dnia 7 lutego 2002 roku. 11 marca odbyła się premiera europejska oraz amerykańska.
Zgodnie z wcześniejszym postanowieniem grupa zaczęła przygotowywać się do trasy koncertowej. Na potrzeby koncertów do zespołu dołączył Anders Johansson (Hammerfall) w roli drugiego gitarzysty oraz Peder Johansson jako basista. Mimo że Falconer nigdy wcześniej nie grał koncertów, został zaproszony od razu na festiwal Wacken Open Air, następnie na Rock Machina oraz Bang Your Head.
Wraz z zaproszeniami na kolejne festiwale członkowie grupy dostrzegli, że Mathias nie ma wystarczająco dużo czasu, żeby grać tyle koncertów. Postanowili więc poszukać nowego wokalisty, mimo świadomości, że to głównie przez oryginalny głos Blada Falconer stał się tak popularny.
W listopadzie 2002 roku do zespołu dołączył wokalista grupy Destiny, Kristoffer Göbel.

### Sceptre of Deception
W tym samym czasie muzycy koncertowi dołączyli do zespołu na stałe i grupa zaczęła pisać nowy materiał.
W końcu, w maju, Falconer po raz trzeci wszedł do studia Los Angered, gdzie w ciągu pięciu tygodni został nagrany materiał na nową płytę. Tym razem był to album koncepcyjny, opowiadający wydarzenia z ojczyzny muzyków. Ukazał się on 4 listopada 2003, ponownie nakładem wydawnictwa Metal Blade.
Po nagraniu albumu pojawiły się problemy z czasem braci Johansson i ostatecznie zostali oni wykluczeni z zespołu, zastąpieni przez Jimmy'ego Hedlunda i Magnusa Linhardta.

### Grime vs. Grandeur
W nowym składzie Falconer nagrał swój czwarty studyjny album, który tym razem zwracał się bardziej w stronę klasycznego heavy metalu, bez folkowych naleciałości.
Album ten nie został jednak zbyt dobrze przyjęty przez fanów, którzy twierdzili, że zespół stracił swoją unikatowość.

### Northwind
W listopadzie 2005 roku Kristoffer Göbel ogłosił na forum Falconera, że został zwolniony, jak się niedługo okazało, na rzecz powrotu Mathiasa Blada, który od razu ogłosił "powrót do korzeni".
W 2006 roku, w nowym-starym składzie (i stylu), została nagrana piąta płyta grupy, wydana we wrześniu tego samego roku.

### Among Beggars and Thieves
W roku 2008 Falconer nagrał kolejną płytę. Muzycy stwierdzili iż nie chcą odchodzić od starego stylu, ale nie chcą też, żeby płyta była taka sama jak poprzednie. Widać to szczególnie w tytule i tekstach. Na poprzednich albumach dominującą tematyką był etos rycerski. Tu, zgodnie z tytułem – średniowieczne miasto widziane jest "od dołu", od strony żebraków i złodziei.

## Obecny skład
- Mathias Blad – śpiew, instrumenty klawiszowe
- Stefan Weinerhall – gitara, instrumenty klawiszowe, śpiew
- Jimmy Hedlund – gitara, śpiew
- Magnus Linhardt – gitara basowa
- Karsten Larsson – perkusja

### Byli członkowie
- Kristoffer Göbel – śpiew
- Anders Johansson – gitara
- Peder Johansson – gitara basowa

## Dyskografia[1]
| Data wydania     | Tytuł                        | Wydawca     | The Billboard 200 | Sprzedaż w USA |
| ---------------- | ---------------------------- | ----------- | ----------------- | -------------- |
| 8 maja 2001      | Falconer                     | Metal Blade |                   |                |
| 12 marca 2002    | Chapters From a Vale Forlorn | Metal Blade |                   |                |
| 4 listopada 2003 | Sceptre of Deception         | Metal Blade |                   |                |
| 3 maja 2005      | Grime vs. Grandeur           | Metal Blade |                   |                |
| 22 września 2006 | Northwind                    | Metal Blade |                   |                |
| 2 września 2008  | Among Beggars and Thieves    | Metal Blade |                   |                |
| 3 czerwca 2011   | Armod                        | Metal Blade |                   |                |
| 10 czerwca 2014  | Black Moon Rising            | Metal Blade |                   |                |